# Kumatori
Kumatori (熊取町, Kumatori-chō) és una vila i municipi de la prefectura d'Osaka, a la regió de Kansai, Japó. Kumatori forma part del districte de Sennan.

## Geografia
El municipi de Kumatori es troba al sud-oest de la prefectura d'Osaka, al districte de Sennan, i està adscrit pel govern prefectural a la regió de Sennan o Izumi sud, en record de l'antiga província i del districte on actualment es troba Kumatori. El terme municipal de Kumatori limita amb els de Kaizuka al nord i Izumisano al sud-oest.

## Història
Fins a l'era Meiji, l'àrea que actualment ocupa la vila de Kumatori formava part de l'antiga província d'Izumi.

## Transport

### Ferrocarril
- Companyia de Ferrocarrils del Japó Occidental (JR West)
  - Estació de Kumatori

### Carretera
- Nacional 170

## Agermanaments
- Mildura, estat de Victòria, Austràlia.

## Vilatans il·lustres
- Sei Muroya, futbolista.